# Spółgłoska szczelinowa dwuwargowa bezdźwięczna
Spółgłoska szczelinowa dwuwargowa bezdźwięczna – rodzaj dźwięku spółgłoskowego występujący w językach naturalnych. W międzynarodowej transkrypcji fonetycznej IPA oznaczanej symbolem: [ɸ]

## Artykulacja

### Opis
W czasie artykulacji podstawowego wariantu [ɸ]:
- modulowany jest prąd powietrza wydychanego z płuc, czyli artykulacja tej spółgłoski wymaga inicjacji płucnej i egresji,
- tylna część podniebienia miękkiego zamyka dostęp do jamy nosowej, prąd powietrza uchodzi przez jamę ustną
- prąd powietrza w jamie ustnej przepływa ponad całym językiem lub przynajmniej powietrze uchodzi wzdłuż środkowej linii języka
- dolna warga zbliża się do górnej wargi,tworząc płaską szczelinę. Szczelina ta jest na tyle wąska, że masy powietrza wydychanego z płuc tworzą charakterystyczny szum.
- wiązadła głosowe nie drgają, spółgłoska ta jest bezdźwięczna
- pozycja języka i ust może zależeć od kontekstu, w jakim występuje głoska.

### Warianty
Opisanej powyżej artykulacji może towarzyszyć dodatkowo:
- wzniesienie środkowej części grzbietu języka w stronę podniebienia twardego, mówimy wtedy o spółgłosce zmiękczonej (spalatalizowanej): [ɸʲ]
- wzniesienie tylnej części grzbietu języka w kierunku podniebienia tylnego, mówimy spółgłosce welaryzowanej: [ɸˠ]
- zaokrąglenie warg, mówimy wtedy o labializowanej spółgłosce [ɸʷ]

Oprócz opisanej artykulacji szczelinowej, istnieje spółgłoska półotwarta, w czasie artykulacji której szczelina między wargami jest większa: [ɸ̞] (pod znakiem znajduje się znak diakrytyczny wskazujący na szerszą szczelinę).
Artykulacja szczelinowej [ɸ̞] różni się od spółgłoski wargowo-zębowej [f] tylko miejscem powstania szczeliny.

### Przykłady
- w języku japońskim jako alofonem głoski [h] przed samogłoską /u/. Do XVII wieku n.e. japońskie h w każdej pozycji wymawiano jako [ɸ].
  - fuhai [ɸɯhai] "surowy"
- w języku maori: whakapapa [ɸakapapa] "rodowód"
- w języku itelmeńskim: чуфчуф [tʃuɸtʃuɸ] "deszcz"

## Terminologia
Spółgłoska szczelinowa dwuwargowa to inaczej spółgłoska frykatywna bilabialna.